# Kleinlützel
Kleinlützel is een gemeente en plaats in het Zwitserse kanton Solothurn en maakt deel uit van het district Thierstein.
Kleinlützel telt 1297 inwoners.

## Geboren
- Werner Buchwalder (1914-1987), wielrenner
- Edgar Buchwalder (1916-2009), wielrenner